# Rakthamichthys
Rakthamichthys — род слепых рыб из семейства слитножаберниковых отряда ложноугреобразных.

## Этимология
Rakthamichthys происходит от слова Raktham, то есть кроваво-красный на языке малаялам.

## История
В конце 2020 года из рода Monopterus один камерунский вид был перенесён в род Typhlosynbranchus (который был учреждён в 1922 году и включал T. boueti, потом род был упразднён и снова создан), а другой вид выделился в новый род Rakthamichthys и получил биноменальное название Rakthamichthys rongsaw. Камерунский Typhlosynbranchus luticolus и индийский Rakthamichthys rongsaw могут закапываться в почву, этим они уникальны.
Необходимость выделения рода Rakthamichthys была выяснена по итогам повторного изучения нескольких рыб, выловленных в 1998 году в деревенском колодце в штате Керала и названных на момент вылавливания Monopterus roseni.
Кроме R. roseni и R. rongsaw к роду Rakthamichthys отнесены R. digressus и R. indicus, ранее относившиеся к роду Monopterus. Осенью 2021 года к роду Rakthamichthys отнесён Rakthamichthys mumba, обнаруженный в колодце на территории школы для незрячих. Уникален полным отсутствием глаз — у других рыб рода Rakthamichthys имеются глаза, хоть и незрячие.

## Виды
- Rakthamichthys rongsaw
- Rakthamichthys roseni
- Rakthamichthys mumba
- Rakthamichthys digressus
- Rakthamichthys indicus